# Frederic Hervey Foster Quin
Frederic Hervey Foster Quin (12 de fevereiro de 1799 - 24 de novembro de 1878) foi o primeiro médico especialista em homeopatia da Inglaterra.

## Obras
- Du Traitement Homœopathique du Choléra avec notes et appendice, Paris, 1832, dedicado a Louis-Philippe.
- Pharmacopœia Homœopathica, 1834, dedicado ao rei da Bélgica.